# Synagoga Agudat Szloma we Lwowie
Synagoga Agudat Szloma we Lwowie (z hebr. „Związek Szlomy”) – nieistniejąca synagoga znajdująca się we Lwowie przy ulicy Józefa Bema 39.
Synagoga została zbudowana w 1899 roku. Podczas II wojny światowej, po wkroczeniu wojsk niemieckich do Lwowa w 1941]roku, synagoga została doszczętnie zniszczona. Po zakończeniu wojny nie została odbudowana.